# Nemzeti bajnokság I 1913/1914
Třináctý ročník Nemzeti bajnokság I (1. maďarské fotbalové ligy) se konal opět za účasti deseti klubů, které byli v jedné skupině a hrály dvakrát každý s každým. 
Soutěž ovládl potřetí ve své klubové historii a po šesti letech MTK Budapešť. Nejlepším střelcem se stal již po šesté po sobě Imre Schlosser (21 branek), který hrál za Ferencvárosi.